# Cornelias
Cornelias war ein antiker römischer Toreut (Metallbildner) oder der Besitzer eines Bronzegefäßes. Die Schaffenszeit wird zur Mitte des ersten Jahrhunderts v. Chr. (50–40 v. Chr.) in Kampanien vermutet.
Cornelias ist einzig von einer Inschrift auf einem Bronzeeimer bekannt: lateinisch CORNELIAS CHELIDONI. Dabei ist nicht klar, ob es sich dabei um eine Besitzer- oder um eine Handwerkerinschrift handelt. Der Eimer wurde in Pompeji gefunden und befindet sich im Archäologischen Nationalmuseum Neapel. Aufgrund stilistischer Übereinstimmungen lassen sich ein weiterer in Pompeji gefundener und heute im Archäologischen Nationalmuseum Neapel aufbewahrter Eimer sowie ein im Olivet Gollege in Olivet, Michigan aufbewahrtes Bronzebecken der Werkstatt des ersten zuschreiben.

## Einzelbelege
1. ↑  CIL 10, 8071,38
2. ↑  Inventarnummer 68854
3. ↑  Inventarnummer 68553

| Personendaten    | Personendaten                              |
| ---------------- | ------------------------------------------ |
| NAME             | Cornelias                                  |
| KURZBESCHREIBUNG | antiker römischer Toreut                   |
| GEBURTSDATUM     | 1. Jahrhundert v. Chr.                     |
| STERBEDATUM      | 1. Jahrhundert v. Chr. oder 1. Jahrhundert |